# El Esgaña-pobres. Estudio de una pasión
El esgaña-pobres (publicada originalmente como El esgaña-pobres. Estudio de una pasión; en catalán: L'Escanyapobres. Estudi d'una passió) aunque en ediciones posteriores el autor le quitó el subtítulo— es una novela del escritor español Narcís Oller. Texto realista y con influencia modernista, fue alabado por Émile Zola, quien la definió como «une tranche de vie, vue a travers d'un tempérament» («un fragmento de la vida visto a través de un temperamento»).

## La trama
La historia trata del ascenso y caída de Oleguer, a quien los vecinos llaman l'Escanyapobres (el Usurero) y acusan de judío (en el texto no se aclara si lo es o no), quien gracias a su voluntad y trabajo, pero sobre todo a su avaricia, consigue medrar económicamente desde una posición misérrima, para finalmente morir a causa de la misma avaricia que lo ha guiado toda la vida. El texto no ahorra en escenas desagradables, incluso ominosas, fiel a los postulados del naturalismo de matriz zoliana.

## Ediciones y traducciones

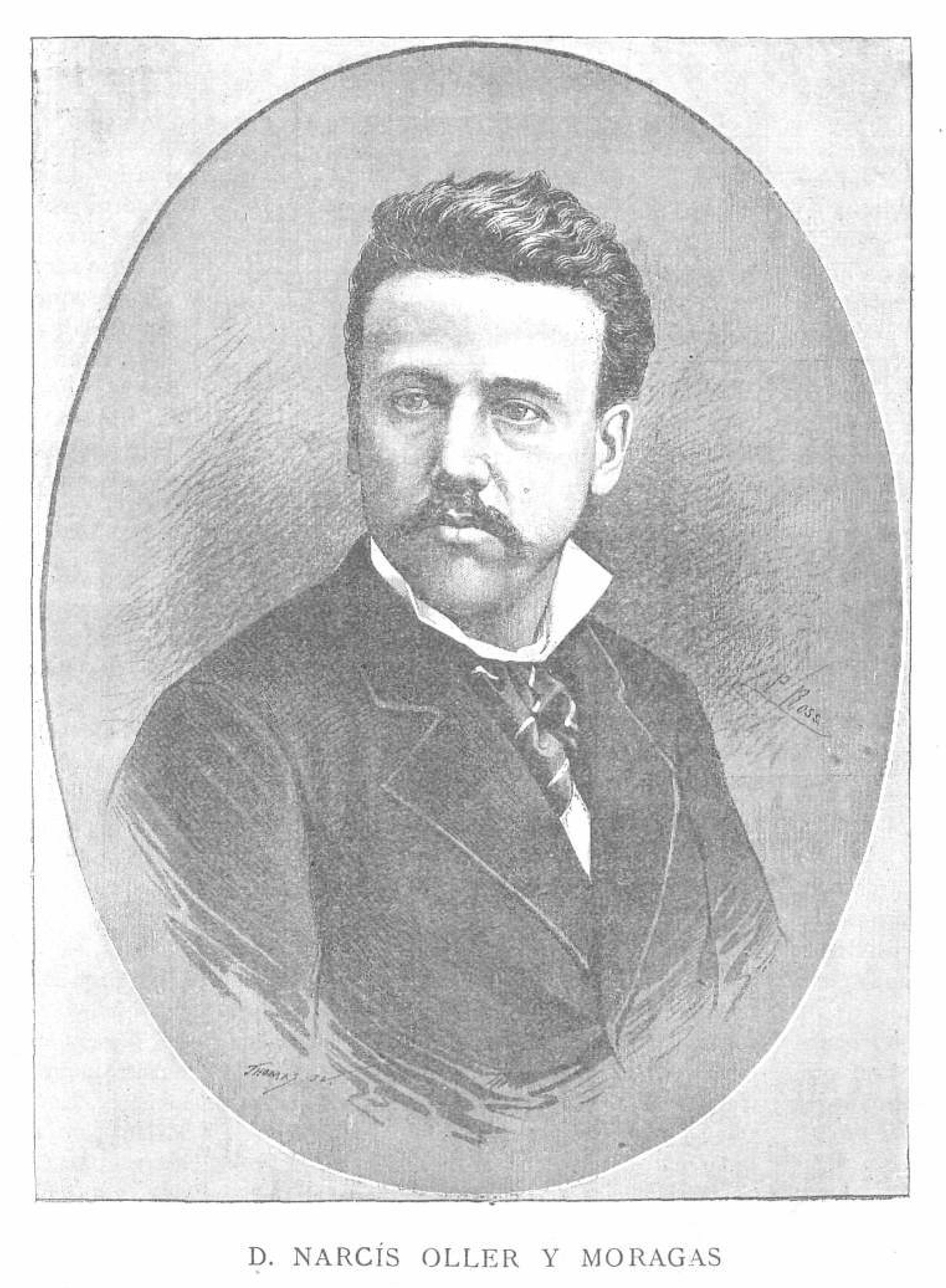
Oller hacia 1883

Oller, quien afirmó que fruto de una «fiebre de escribir» compuso este texto en quince días, ganó en 1884 el premio extraordinario y el maestrazgo en prosa de los Juegos Florales de Barcelona de 1884, que la editó en libro ese mismo año. También de 1884 es la segunda edición, seguida de las ediciones de 1886, 1903 y 1909, esta última como número 11 de la «Biblioteca Popular de L'Avenç». 
Se realizaron dos ediciones para bibliófilos: en 1934 con grabados de Germà Viader y, ya en la posguerra, en 1946, «la única impresión independiente que ha tenido L'Escanyapobres de la guerra a esta parte» (Yates, 1993: 6), con ilustraciones de Ricard Opisso.
Fue traducida al castellano en 1897, al francés en 1899 (Le Rapiat, con prólogo de Zola) y al polaco en 2012 (Krwiopijca).

## Interés de la obra
El autor no se extendió especialmente sobre este texto, al que calificó como «novelita» y del que casi no se ocupó en sus «Memòries Literàhries» (Nunes i Alonso, 1984: 97). De todos modos, la novela mantuvo su interés entre el público durante veinticinco años, en una etapa «densa y productiva de la literatura moderna catalana» (Yates, 1993: 5). Con posterioridad al alzamiento fascista dos ediciones se sucedieron, pero la crítica se interesó más por otras de las creaciones del autor.
En la actualidad las numerosas ediciones de este texto certifican el interés de una obra que tiene entre sus puntos positivos el ser un «producto literario autóctono, polivalente, único». En definitiva, L'Escanyapobres es una obra que admite una «polivalencia de lecturas y niveles de análisis: histórico, económico, estilístico, simbólico, psicoanalítico» (Nunes i Alonso: 97-98).